# The Tale of Benjamin Bunny
The Tale of Benjamin Bunny (em português: A História do Coelho Benjamim), é um livro infantil britânico escrito e ilustrado por Beatrix Potter, e editado pela Frederick Warne & Co em Setembro de 1904. O livro é uma sequela deA História do Coelho Pedro (1902), e conta a história do regresso de Pedro ao jardim do Sr. McGregor, com o seu primo Benjamim, para ir buscar as roupas que ele perdeu na aventura anterior. Em Benjamin Bunny, Beatrix aprofundou o universo dos coelhos que criou em Peter Rabbit e, ao fazê-lo, sugeriu que o mundo dos coelhos estava paralelo ao mundo dos mundos, mas completo e auto-suficiente.
Benjamin Bunny foi um sucesso popular e comercial de imediato, e foram impressas milhares de cópias no final de 1904. The Times Literary Supplement achou os desenhos de Beatrix perfeitos, mas sugeriu a contratação de um assistente literário para futuras produções. Beatrix criou um papel de parede para os quartos das crianças com a imagem de Benjamim, e Benjamim regressou em idade adulta em Flopsy Bunnies e Mr. Tod. Em 1992, Benjamin Bunny foi adaptado num episódio da série de animação televisiva da BBC, The World of Peter Rabbit and Friends.

## Enredo
Quando o Sr. McGregor e a sua esposa saem de casa no seu carro, Benjamim e o seu primo Pedro dirigem-se para o jardim do Sr. McGregor para ir buscar as roupas que Pedro perdeu em The Tale of Peter Rabbit. Encontram o casaco azul e os sapatos castanhos num espantalho, mas Pedro está com receio de demorar muito tempo no jardim por causa da sua anterior experiência. Benjamim demora-se um bocado para apanhar cebolas, as quais coloca no lenço de Pedro, para as entregar à sua tia, a mãe de Pedro. Depois, passeia-se descontraidamente no jardim, seguido por um muito ansioso Pedro.
A dar a volta a uma esquina, vêem uma gata e escondem-se debaixo de um cesto, mas depois ela senta-se em cima dele durante horas, mantendo-os presos. O pai de Benjamim entra no jardim à procura do seu filho. Afasta a gata do cesto e prende-a na estufa, para depois salvar os dois primos. Mas, embora os salve, também os castiga por terem entrado no jardim do Sr. McGregor, batendo-lhes com uma chibata. Em casa, Pedro dá as cebolas à sua mãe, que lhe perdoa a sua aventura porque ele recuperou as suas roupas. No seu regresso, o Sr. McGregor fica espantado por as roupas que ele tinha posto no espantalho terem desaparecido e por a gata estar presa na estufa.

## Contexto
Em 1901, Beatrix publicou a sua edição privada de The Tale of Peter Rabbit, e, em 1902, Frederick Warne & Co. publicou uma edição comercial do livro, o qual foi um grande sucesso. Em 1904, a escritora criou a sequela dePeter Rabbit, The Tale of Benjamin Bunny, e continuou as aventuras do coelho em 1909 com The Tale of the Flopsy Bunnies e, em 1912, com The Tale of Mr. Tod. Todas as histórias foram parcialmente inspiradas nas histórias de Uncle Remus, de Joel Chandler Harris, as quais Beatrix ilustrou em 1893, numa tentativa de encontrar uma direcção para a sua carreira. Beatrix não conseguiu transpor as personagens de Harris para o cenário dos jardins ingleses, mas alterou a expressão americana "lippity-clippity, clippity-lippity" para "lippity-lippity" em Peter Rabbit, e utilizou o seu "tabaco de coelho" (alfazema) em Benjamin Bunny e Mr. Tod. Nenhuma das suas personagens de coelhos foram baseadas em Br'er Rabbit; o coelho de Harris ganha pela sua astúcia, mas Pedro e Benjamim ganham por simples sorte. O universo dos coelhos em Beatrix Potter acaba por ser um local mais agradável do que aquele encontrado nas histórias de Harris.

## Composição e publicação

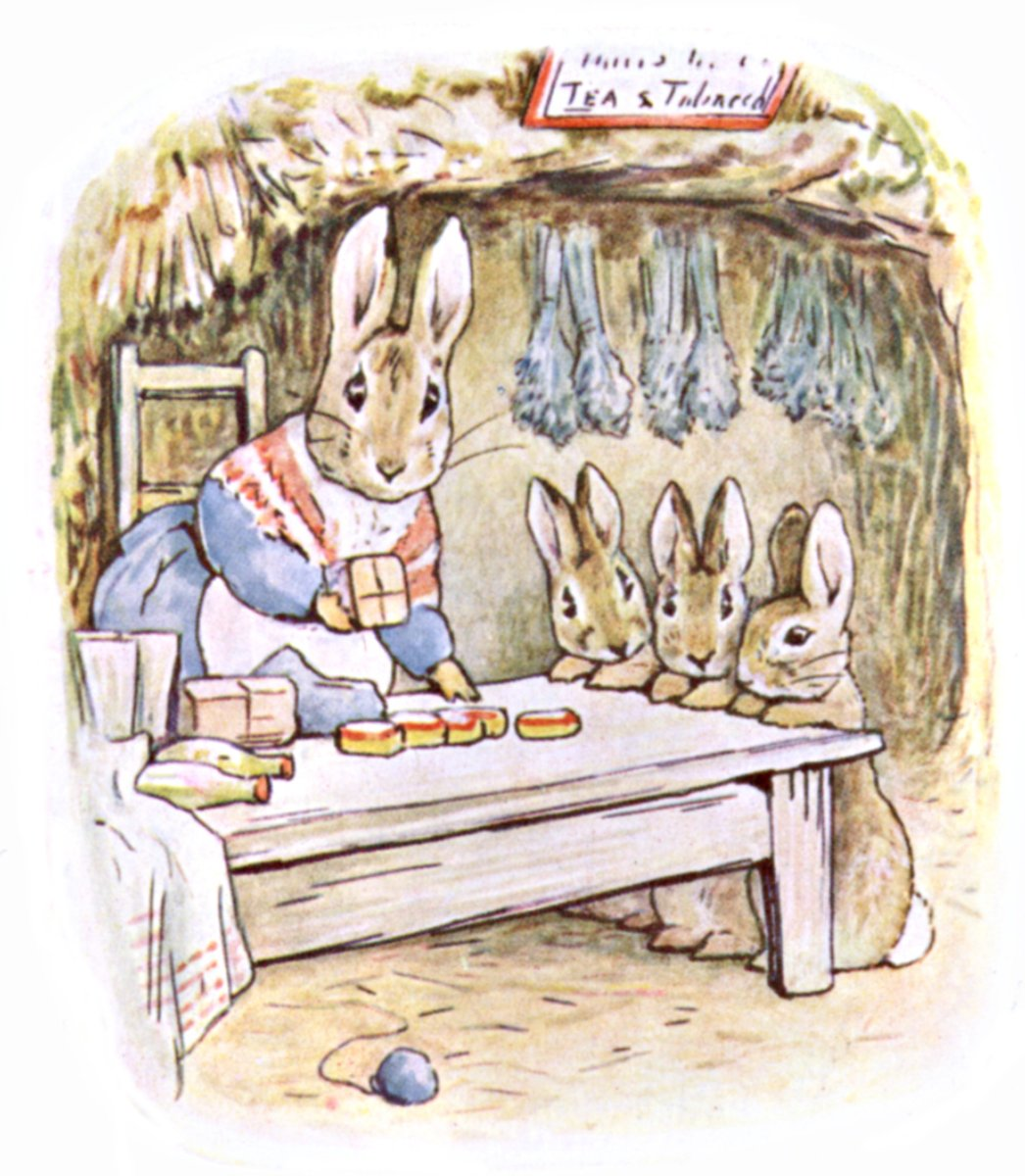
Mãe de Pedro a vender "ervas, chá de alecrim e tabaco-de-coelho".

Em Julho de 1903, Beatrix sugeriu ao seu editor Frederick Warne & Co. que o livro que se seguisse a The Tale of Squirrel Nutkin e The Tailor of Gloucester devia ser menos complexo que as duas anteriores histórias. Ela tinha várias histórias em mente e apresentou-as à editora, mas estava demasiado indecisa para se concentrar numa só durante as suas férias. Foi decidido entre Beatrix e a editora que um dos livros para 1904 seria Benjamin Bunny. Benjamin Bunny tinha sido mencionado no manuscrito da edição privada de Peter Rabbit, mas tinha sido posto de lado por ser considerado irrelevante para a história. Uma imagem do seu pai foi incluída na edição de Beatrix apesar de ter ter feito parte da história.
Beatrix era sensível aos inícios e fins dos seus livros e, habitualmente, evitava as convenções estabelecidas para aqueles lugares-chave. A editora não apreciava o fim de Benjamin Bunny, mas ela recusou-se a alterá-lo para a sugerida "felizes para sempre" pois aquele fim, segundo ela, seria "demasiado banal" e "impreciso". Beatrix propôs que o último parágrafo "terminasse com a palavra tabaco-de-coelho; é uma excelente palavra." Ela rescreveu várias outras passagens, incluindo aquela que ilustrava o Sr. McGregor a descobrir a gata fechada na estufa.
Quando se encontrava a passar o Verão em Fawe Park, in Keswick, com os seus pais, Beatrix desenhou várias ilustrações no seu livro de esboços de jardins existentes na propriedade incluindo o da cozinha e as suas estufas, vasos e árvores de fruto. O seu pai tirou fotografias de Fawe Park e é provável que Beatrix tenha utilizado as fotografias como uma ajuda ao seu trabalho. O desenho do Velho Sr. Coelho a atacar a gata não agradou ao editor, e ela fez um novo esboço agora com Benjamim e Pedro junto à parede do jardim. Em Peter Rabbit, o jardim do Sr. McGregor ficava em Perthshire, mas em Benjamin Bunny, a família de coelhos e o jardim foram alterados para Lake District, onde permaneceram em The Tale of Mr. Tod, o último livro da saga do coelho Pedro.
Durante o Inverno em Londres, Beatrix desenvolveu o seu trabalho e, em meados de Junho de 1904, Benjamin Bunny estava quase terminado. Muitos dos desenhos das suas férias em Fawe Park poucas alterações sofreram ao passarem definitivamente para o livro, e, após o livro estar pronto, Beatrix afirmou estar aliviada por ter terminado as aventuras dos coelhos.
O livro foi dedicado às "crianças de Sawrey pelo velho Sr. Coelho". O início e o fim das histórias eram importantes para Beatrix e, deste modo, ela determinou que Benjamin Bunny terminasse com as palavras "tabaco-de-coelho" – um termo de Uncle Remus.
Cerca de vinte mil cópias foram publicadas em Setembro de 1904. No mês seguinte, foram encomendadas mais, e, no final do ano, foram impressas dez mil. Para embaraço de Beatrix, ela apercebeu-se que a palavra "muffettees" (um abafo de pelo usado para aquecer os pulsos) estava mal escrita, mas o erro só foi corrigido na terceira edição.

## Ilustrações

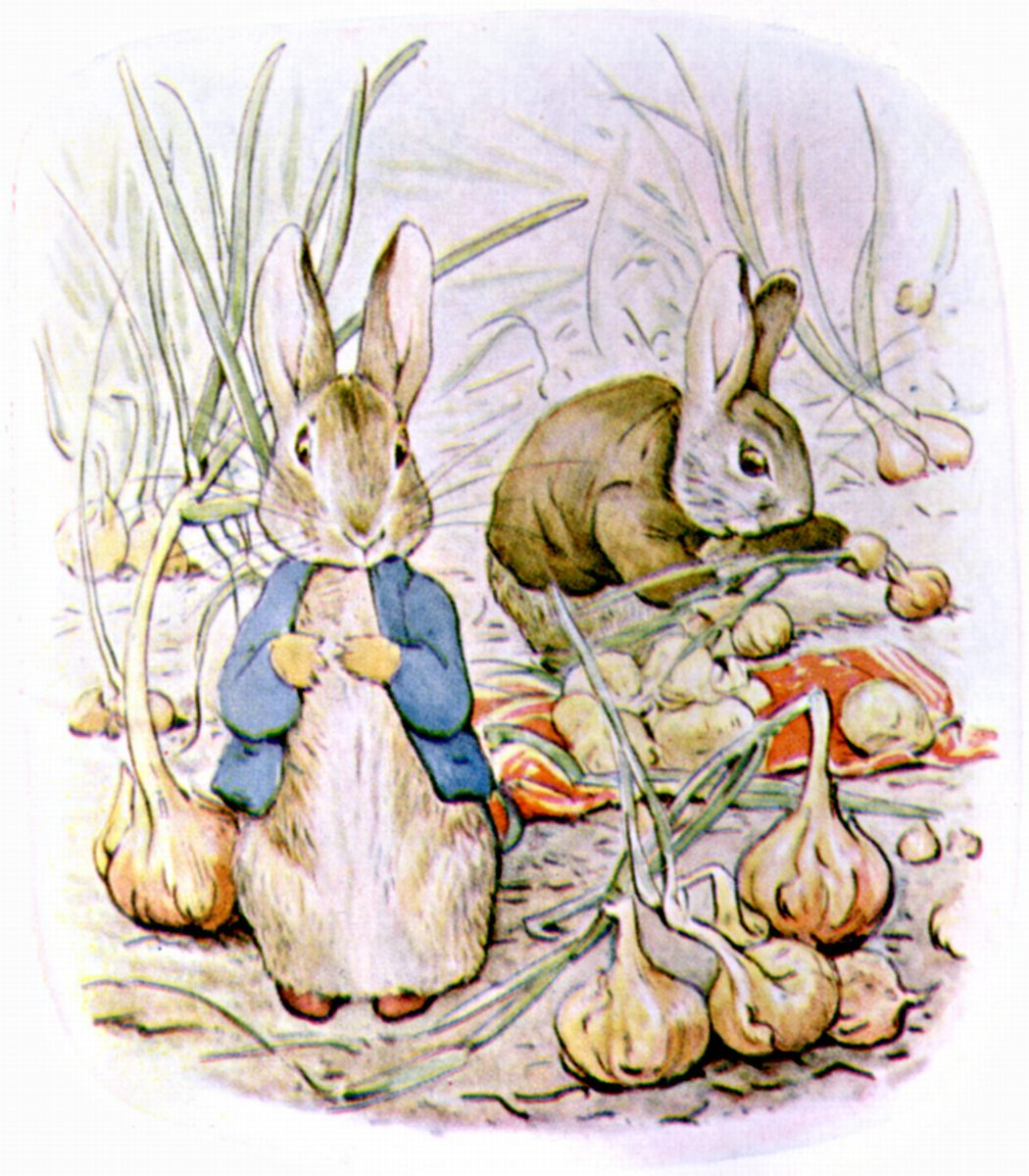
Ilustração de Benjamin e Peter colhendo cebolas

Beatrix levou um gato, e um coelho para Fawe Park para servirem de modelos. A sua preparação meticulosa antes de finalizar uma ilustração, foi registada numa carta para Warne: "Penso que fiz todos os cenários imagináveis dos coelhos e vários desenhos também – cerca de setenta! Espero que goste deles, embora sejam apenas uns rabiscos." Rabiscos ou não, o trabalho tem uma elevada qualidade, como é o exemplo das cebolas e dos cravos no topo dos exemplos. As ilustrações transmitem o seu óbvio gosto e amor pelos vasos, cebolas e flores do jardim. Muitos dos objectos das ilustrações como a porta, o galpão ou a parede, pouco mudaram ao longo dos anos e são reconhecíveis, actualmente, nos seus desenhos. Tendo consciência que o tipo de história que ela estava a escrever tinha sido elaborado em castanho e verde suave, Beatrix escreveu que "o lenço (vermelho) dará uma boa cor ao livro."

## Recepção e crítica
A história foi bem recebida pelo Scotsman, mas o The Times Literary Supplement não ficou muito impressionado:
De entre os pequenos livros que se tornaram uma manifestação de Outono com as folhas caindo,  olhamos primeiro para o que quer que seja que Miss Beatrix nos dá ... No seu novo livro ...

embora não haja diminuição do charme e comicidade dos desenhos, o imaginário de Miss Potter não é o que era. A história é inconclusiva. Para o ano pensamos que que ela terá de ter um assistente literário. Não hesitamos de forma alguma em afirmar que o seu desenho é perfeito.
A biógrafa de Beatrix Potter, Linda Lear, considera que nenhum dos livros sobre coelhos que se seguiram a Peter Rabbit deu a mesma paixão a Beatrix como a que ela sentiu com o primeiro, mas, em Benjamin Bunny, ela escreveu de uma forma simples e didáctica um conto para todas as jovens crianças, menos complicado que The Tale of Squirrel Nutkin e The Tailor of Gloucester. Benjamin Bunny, contudo, não tinha a mesma energia que as anteriores histórias pois foi um trabalho feito por encomenda, e não criado a partir de uma carta ilustrada para uma criança verdadeira como em Peter Rabbit e Squirrel Nutkin. A fraca linha narrativa de Benjamin Bunny é uma evidência da sua falta de interesse em continuar a saga do coelho Pedro, mas o livro oferece algo em compensação - um profundo entendimento da anatomia e comportamento das coelhos, e uma linda miniaturização das ilustrações dos jardins de vegetais. Benjamin Bunny representou para Beatrix desafios que ela não tinha encontrado nos três anteriores contos. Beatrix ficou sem novos cenários para as suas lustrações de novas histórias, e foi forçada a criar novos, mas o maior desafio que ela tinha à sua frente, em termos artísticos, era trabalhar para satisfazer tanto a exigência que a sua editora que fazia por um novo sucesso comercial, como as expectativas do seu público de um novo conto encantador, como os anteriores, enquanto trabalhava sob pressão para produzir uma sequela de um livro genial.

## Merchandisinge adaptações
Benjamim tornou-se um motivo nos papeis de parede para os quartos das crianças desenhado por Beatrix pouco depois da publicação da história. Benjamim e Pedro apareceram brevement em The Tale of Mrs. Tiggy-Winkle (1905), e surgiram na idade adulta em The Tale of the Flopsy Bunnies (1909) e The Tale of Mr. Tod (1912).
Em 1992, foi produzida uma adaptação animada integrada em The Tale of Peter Rabbit e transmitida pela BBC no seu canal de antologias, The World of Peter Rabbit and Friends. Benjamim também apareceu nos episódios The Tale of Mr. Tod e The Tale of the Flopsy Bunnies and Mrs. Tittlemouse. Também na adaptação da BBC, o primeiro nome da mãe de Pedro é revelado - Josephine.